# Hakea cinerea
Hakea cinerea är en tvåhjärtbladig växtart som beskrevs av Robert Brown. Hakea cinerea ingår i släktet Hakea och familjen Proteaceae. Inga underarter finns listade i Catalogue of Life.